# Lei da tendência à queda da taxa de lucro
A lei da tendência de queda da taxa de lucro é uma teoria de crise da economia política, segundo a qual a taxa de lucro — a razão entre o lucro e a quantidade de capital investido — diminui ao longo do tempo. Esta hipótese ganhou destaque adicional a partir de sua discussão por Karl Marx no Capítulo 13 do Capital, Volume III ,  mas economistas tão diversos quanto Adam Smith, John Stuart Mill ,  David Ricardo e Stanley Jevons referiram-se explicitamente a tal teoria como um fenômeno empírico que exigia maiores explicações teóricas, embora divergissem quanto às razões pelas quais o fenômeno deveria necessariamente ocorrer.
Geoffrey Hodgson afirmou que essa teoria "tem sido considerada, pela maioria dos marxistas, como a espinha dorsal do marxismo revolucionário. De acordo com essa visão, sua refutação ou remoção levaria ao reformismo na teoria e na prática".  Stephen Cullenberg afirmou que essa teoria "continua sendo uma das questões mais importantes e altamente debatidas de toda a economia" porque levanta "a questão fundamental de saber se, à medida que o capitalismo cresce, esse mesmo processo de crescimento prejudicará suas condições de existência e assim gerar crises periódicas ou seculares."   Marx considerava a teoria como prova de que a produção capitalista não poderia ser uma forma de produção eterna, pois no final o próprio princípio do lucro sofreria um colapso. 

## Explicações Causais

### Karl Marx
Na crítica de Marx à economia política, o valor de uma mercadoria é a quantidade de trabalho socialmente necessária para produzir essa mercadoria. Marx argumentou que a inovação tecnológica permitiu meios de produção mais eficientes. No curto prazo, a produtividade física aumentaria como resultado, permitindo que os primeiros capitalistas a adotarem produzissem maior quantidade de produção física. No entanto, no longo prazo, se a demanda permanecer a mesma e os métodos mais produtivos forem adotados em toda a economia, a quantidade de mão de obra necessária (em relação ao capital, ou seja, a composição orgânica do capital) diminuiria. Agora, supondo que o valor esteja vinculado à quantidade de trabalho necessária, o valor da produção física diminuiria em relação ao valor do capital de produção investido. Em resposta, a taxa média de lucro industrial tenderia, portanto, a diminuir no longo prazo. 
No avanço “desimpedido” da produção capitalista espreita uma ameaça ao capitalismo que é muito mais grave do que as crises. É a ameaça da queda constante da taxa de lucro, resultante não da contradição entre produção e troca, mas do crescimento da própria produtividade do trabalho.  
Declinou no longo prazo (o lucro), argumentou Marx, paradoxalmente não porque a produtividade diminuiu, mas porque aumentou, com a ajuda de um maior investimento em equipamentos e materiais.  A ideia central que Marx tinha era que o progresso tecnológico geral tem um "viés de economia de trabalho" de longo prazo e que o efeito geral de longo prazo de economizar tempo de trabalho na produção de mercadorias com a ajuda de mais e mais máquinas tinha que ser uma taxa decrescente de lucro sobre o capital de produção, independentemente das flutuações do mercado ou construções financeiras. 

#### Tendências contrárias
Marx considerou a teoria da queda do lucro omo uma tendência geral no desenvolvimento do modo de produção capitalista. Marx sustentou, no entanto, que era apenas uma tendência e que também existem "fatores de oposição" operando que também deveriam ser estudados. Os fatores contrários eram fatores que normalmente elevariam a taxa de lucro. Em seu rascunho do manuscrito editado por Friedrich Engels, Marx citou seis deles: 
- Exploração mais intensa do trabalho (aumentando a taxa de exploração dos trabalhadores).
- Redução dos salários abaixo do valor da força de trabalho (tese da miséria).
- Baratear os elementos do capital constante por vários meios.
- O crescimento de uma população excedente de forma relativa o exército de reserva do trabalho que permaneceu desempregada.
- Comércio exterior reduzindo o custo de insumos industriais e bens de consumo.
- O aumento da utilização do capital social pelas sociedades anónimas, que transfere parte dos custos de utilização do capital na produção para terceiros. [12]

Não obstante, Marx pensava que as tendências compensatórias não poderiam, em última análise, impedir a queda da taxa média de lucro nas indústrias; a tendência era intrínseca ao modo de produção capitalista. No final, nenhum dos fatores de compensação concebíveis poderia conter a tendência de queda dos lucros da produção.

### Outras Explicações

#### Crescimento do Capital Social das Empresas
Na teoria da tendência de queda da taxa de lucro de Adam Smith, a tendência de queda resulta do crescimento do capital que é acompanhado pelo aumento da concorrência. O próprio crescimento do estoque de capital reduziria a taxa média de lucro. 

#### Outras influências
Também pode haver vários outros fatores envolvidos na lucratividade que Marx e outros não discutiram em detalhes,  incluindo:
- Reduções no tempo de giro do capital industrial em geral (e especialmente investimento de capital fixo). [14]
- Depreciação acelerada e rendimento mais rápido. [14]
- O nível de inflação de preços para diferentes tipos de bens e serviços. [14]
- Impostos, taxas, subsídios e políticas de crédito dos governos, juros e custos de aluguel. [15]
- Investimento de capital em áreas de produção (anteriormente) não capitalista, onde prevalecia uma menor composição orgânica do capital. [14]
- Guerras militares ou gastos militares fazendo com que bens de capital sejam inoperantes ou destruídos, ou estimulando a produção de guerra. [14]
- Fatores demográficos. [16]
- Avanços na tecnologia e revoluções tecnológicas que reduzem rapidamente os custos de insumos. [14]
- Particularmente na era da globalização, a taxa de frete nacional e internacional (transporte, transporte rodoviário, frete ferroviário, frete aéreo).[14]
- Insumos de recursos naturais substituídos ou aumento marginal do custo de insumos de recursos naturais não substituídos.
- Consolidação de indústrias antigas (maduras) em uma oligarquia de sobreviventes.  As indústrias mais antigas (maduras) não atraem novos capitais devido aos baixos retornos.  Empresas maduras com grande capital investido e reconhecimento de marca também podem tentar bloquear novos concorrentes em seus mercados. [17] [18]
- O uso de instrumentos de crédito para reduzir os custos de capital para nova produção.[14]

A controvérsia acadêmica sobre essa teoria entre marxistas e não marxistas continua por cem anos.  Existem hoje vários milhares de publicações acadêmicas sobre a teoria em todo o mundo. No entanto, nenhum livro está disponível que fornece uma exposição de todos os diferentes argumentos que foram feitos. O professor Michael C. Howard afirmou que "A conexão entre lucro e teoria econômica é íntima. (...) No entanto, uma teoria de lucro geralmente aceita não surgiu em nenhum estágio da história da economia... controvérsias teóricas permanecem intensas."   

## Debates relacionados

### Teorema de Okishio
O economista japonês Nobuo Okishio argumentou notavelmente em 1961, "se a técnica recém-introduzida satisfaz o critério de custo, ou seja, se reduz os custos unitários, dados os preços atuais e a taxa de salário real permanece constante, então a taxa de lucro deve aumentar. 
Assumindo que os salários reais sejam constantes, a mudança técnica reduziria o custo de produção por unidade, aumentando assim a taxa de lucro do inovador. O preço da produção cairia, e isso faria com que os custos dos outros capitalistas caíssem também. A nova taxa de lucro (de equilíbrio) teria, portanto, de aumentar. Por implicação, a taxa de lucro só poderia, nesse caso, cair se os salários reais aumentassem em resposta à maior produtividade, comprimindo os lucros. 
Essa teoria às vezes é chamada de neo-ricardiana, porque David Ricardo também afirmou que uma queda na taxa média de lucro normalmente só poderia ser provocada pelo aumento dos salários (um outro cenário poderia ser, que a concorrência estrangeira derrubaria os preços do mercado local para produtos, causando queda nos lucros). 

#### Críticas
John E. Roemer criticou a ausência de capital fixo no modelo de Okishio e, portanto, modificou o modelo de Okishio para incluir o efeito do capital fixo.  Ele concluiu, porém, que:
"... não há esperança de produzir uma teoria da taxa de lucro decrescente em um ambiente competitivo e de equilíbrio com um salário real constante... isso não significa... que não possa existir uma teoria de uma taxa de lucro decrescente em É preciso, no entanto, relaxar algumas das suposições dos modelos rígidos discutidos aqui, para alcançar tal teoria da taxa de lucro em queda." 
Também é possível construir um modelo alternativo do tipo Okishio, no qual o aumento do custo dos aluguéis da terra (ou aluguéis de imóveis) reduz a taxa de lucro industrial. 

### Competitividade
David Ricardo, interpretando a teoria da queda da taxa de lucro de Adam Smith como sendo que o aumento da concorrência reduz a taxa média de lucro, argumentou que a concorrência só poderia nivelar as diferenças nas taxas de lucro dos investimentos na produção, mas não diminuir a taxa geral de lucro (a grande-taxa média de lucro) como um todo.  Além de alguns casos excepcionais, afirmou Ricardo, a taxa média de lucro só poderia cair se os salários aumentassem. 
Em O Capital, Karl Marx criticou a ideia de Ricardo. Marx argumentou que, em vez disso, a tendência de queda da taxa de lucro é "uma expressão peculiar ao modo de produção capitalista do desenvolvimento progressivo da produtividade social do trabalho".  Marx nunca negou que os lucros pudessem cair contingentemente por todos os tipos de razões,  mas ele achava que também havia uma razão estrutural para a teoria, independentemente das flutuações atuais do mercado. 

### Produtividade
Ao aumentar a produtividade, as tecnologias que economizam mão de obra podem aumentar a taxa média de lucro industrial em vez de reduzi-la, na medida em que menos trabalhadores podem produzir muito mais a um custo menor, permitindo mais vendas em menos tempo.  Ladislaus von Bortkiewicz afirmou: "A própria prova de Marx de sua lei da queda da taxa de lucro erra principalmente ao desconsiderar a relação matemática entre a produtividade do trabalho e a taxa de mais-valia."   Jürgen Habermas argumentou em 1973-74 que a teoria poderia ter existido no capitalismo liberal do século 19, mas não existia mais no capitalismo tardio, por causa da expansão do "trabalho reflexivo" ("trabalho aplicado a si mesmo com o objetivo de aumentar a produtividade do trabalho"). Michael Heinrich também argumentou que Marx não demonstrou adequadamente que a taxa de lucro cairia quando os aumentos de produtividade fossem levados em consideração. 

### Contingências
Como exatamente a taxa de lucro industrial média evoluirá é incerta e imprevisível, ou é historicamente contingente; tudo depende da configuração específica de custos, vendas e margens de lucro obtidas em mercados flutuantes com determinadas tecnologias.   Essa crítica à "indeterminação" gira em torno da ideia de que a mudança tecnológica pode ter muitos efeitos diferentes e contraditórios. Poderia reduzir custos ou aumentar o desemprego; pode ser economia de trabalho, ou pode ser economia de capital. Portanto, segundo o argumento, é seria difícil inferir de forma definitiva um princípio teórico de que uma taxa de lucro decrescente deve sempre e inevitavelmente resultar de um aumento na produtividade. 

### Teoria do valor-trabalho
Steve Keen argumenta que se você assume que a teoria do valor-trabalho está errada, então isso evita a maior parte da crítica. Keen sugere que a teoria foi baseada na ideia de que apenas o trabalho pode criar novo valor (seguindo a teoria do valor do trabalho), e que houve uma tendência ao longo do tempo de aumento da razão capital/trabalho (em termos de valor). No entanto, se o excedente pode ser produzido por todos os insumos de produção, então ele acredita que não há razão para que um aumento na razão entre capital e trabalho deva fazer com que a taxa geral de excedente diminua. 
Eugen Böhm von Bawerk e seu crítico Ladislaus Bortkiewicz  (ele mesmo influenciado por Vladimir Karpovich Dmitriev) afirmaram que o argumento de Marx sobre a distribuição de lucros da mais-valia recém-produzida é matematicamente falho.  Isso deu origem a uma longa controvérsia acadêmica.  Os críticos alegaram que Marx não conseguiu conciliar a lei do valor com a realidade da distribuição de capital e lucros, um problema que já preocupava David Ricardo – que ele mesmo herdou o problema de Adam Smith, mas não conseguiu resolvê-lo. 
Marx já estava ciente desse problema teórico quando escreveu A miséria da filosofia (1847).  Ele é mencionado novamente nos "Grundrisse - Manuscritos econômicos de 1857-1858: esboços da crítica da economia política".  No final do capítulo 1 de sua Contribuição à Crítica da Economia Política (1859), ele se referiu a ela e anunciou sua intenção de resolvê-la.  Em Teorias da mais-valia (1862-1863), ele discute o problema com muita clareza.  Sua primeira tentativa de solução ocorre em uma carta a Engels, datada de 2 de agosto de 1862.  Em Capital, Volume I (1867) ele observou que "muitos termos intermediários" ainda eram necessários em sua narrativa progressiva, para chegar à resposta. Engels sugeriu que Marx realmente havia resolvido o problema no Capital, volume III , publicado postumamente, mas os críticos alegaram que Marx nunca apresentou uma solução credível ou definitiva. 
Especificamente, os críticos alegaram que Marx não conseguiu provar que as exigências médias de trabalho são o verdadeiro regulador dos preços dos produtos dentro da produção capitalista, uma vez que Marx não conseguiu demonstrar qual era exatamente a conexão causal ou quantitativa entre os dois. Como corolário, a teoria da queda da taxa de lucro de Marx também foi solapada, pois se baseava em uma necessária evolução de longo prazo das proporções de valor entre a composição do capital de produção e o rendimento do capital de produção. 

## Pesquisa empírica

### Primeiros testes empíricos
Na década de 1870, Marx certamente queria testar sua teoria das crises econômicas e do lucro de forma econométrica, mas não existiam dados estatísticos macroeconômicos adequados e ferramentas matemáticas para fazê-lo.  Tais recursos científicos começaram a existir apenas meio século depois. 
Em 1894, Friedrich Engels mencionou a pesquisa do socialista emigrante Georg Christian Stiebeling, que comparou dados de lucro, renda, capital e produção nos relatórios do censo americano de 1870 e 1880, mas Engels afirmou que Stiebeling explicou os resultados "de uma forma equivocada" e a defesa de Stiebeling contra as críticas de Engels incluíram duas cartas abertas submetidas aos jornais New Yorker Volkszeitung e Die Neue Zeit.   A análise de Stiebeling representou "quase certamente o primeiro uso sistemático de fontes estatísticas na teoria marxista do valor". 
Embora Eugen Varga e o jovem Charles Bettelheim já estudaram o tópico, e Josef Steindl começou a abordar o problema em seu livro de 1952,  a primeira grande análise empírica de tendências de longo prazo na lucratividade inspirada por Marx foi um estudo de 1957 de Joseph Gillman. Este estudo, revisado por Ronald L. Meek e HD Dickinson, foi amplamente criticado por Shane Mage em 1963. O trabalho de Mage forneceu a primeira análise desagregada sofisticada de dados oficiais das contas nacionais realizada por um estudioso marxista. 

### Estude no final da década de 1970 em diante
Tem havido uma série de estudos empíricos não marxistas sobre as tendências de longo prazo na lucratividade dos negócios. Particularmente no final dos anos 1970 e início dos anos 1980, havia preocupações entre os economistas não marxistas de que a taxa de lucro pudesse estar realmente caindo.
Vários esforços foram realizados desde a década de 1970 para examinar empiricamente a teoria; Estudos que apoiam ou argumentam a favor incluem os de Michael Roberts, Themistoklis Kalogerakos,  Marcelo Resende,  Minqi Li, John Bradford e Deenpankar Basu (2012) . Estudos críticos ou contraditórios à teoria incluem os de Òscar Jordà  e Simcha Barkai.  Outros estudos, como os de Basu (2013), Elveren Thomas Weiß  e Ivan Trofimov, relataram resultados mistos ou argumentam que a resposta ainda não é certa devido a resultados conflitantes e problemas com a medição adequada dos dados. 
De tempos em tempos, as unidades de pesquisa de bancos e departamentos governamentais produzem estudos de rentabilidade em diversos setores da indústria.  O Departamento Nacional de Estatísticas do Reino Unido agora divulga estatísticas de rentabilidade das empresas a cada trimestre, mostrando lucros crescentes.  No Reino Unido, a Ernst & Young (EY) fornece atualmente um Profit Warning Stress Index (Índice de Taxa de Lucro) para empresas cotadas. O Share Center publica o Profit Watch UK Report (Relatório do Reino Unido de Observação de Lucros).  Nos EUA, a Yardeni Research fornece um resumo das tendências de margem de lucro do S&P 500, incluindo comparações com sobre dados. 